# Oscar Ferrigno
Oscar Ferrigno (1931 - 1 de septiembre de 1986) fue un director de teatro y actor argentino. Estuvo en pareja con la actriz Norma Aleandro, con quien fue padre del también actor Oscar Ferrigno.

## Biografía
Oscar Ferrigno se formó en el Conservatorio Nacional de Arte Dramático de Buenos Aires y se perfeccionó en Francia entre 1948 y 1950, en contacto con Charles Dullin, Leon Chancerel, Marie-Helene Daste, Hubert Gignoux y Marcel Marceau, entre otros.
Fue fundador del Teatro Escuela Fray Mocho, uno de los principales teatros independientes de la Argentina entre 1951 y 1960. Desde allí impulsó y llevó a cabo su perspectiva dramática elaborada en Francia. En el mismo dirigió decenas de obras clásicas y modernas, renovando la escena nacional e hispanoamericana. Las giras del elenco alcanzaron casi 60.000 km, sumando más de 300.000 espectadores.
Ya ampliamente consagrado en el medio artístico argentino, en sus últimos años Ferrigno enfermó y fue tratado de cáncer, falleciendo debido a ésta enfermedad el 1ro de septiembre de 1986.

## Filmografía
- Cuarteles de invierno (1984) .... Galván
- Darse cuenta (1984) .... El Profesor
- Los orilleros (1975)
- La revolución (1973)
- Pajarito Gómez, una vida feliz (1965)
- Lindor Covas, el cimarrón (1963)
- El terrorista (1962)

## Televisión
- El pulpo negro (1985) miniserie .... Inspector Alejandro Mendoza
- El cuarteador (1977) Serie .... Pardo
- El gato (1976) Serie .... Morrillos
- Malevo (1972) Serie .... Santos Brizuela
- Estación Retiro (1971) Serie
- ¡Robot! (1970) TV miniserie .... Valentín
- El hombre que volvió de la muerte (1969) miniserie .... Coronel Larsen
- Cuando vuelvas a mí (1969) Serie .... Rolando
- Un pacto con los brujos (1969) .... Walter
- La pulpera de Santa Lucía (1968) Serie .... Juan Ignacio Reynafé
- Angustia que trajo el amor (1966) Serie
- Acacia Montero (1964) Serie
- La casa de los Medina (1962) Serie